# Roz-sur-Couesnon

Roz-sur-Couesnon este o comună în departamentul Ille-et-Vilaine, Franța. În 1 ianuarie 2022 avea o populație de 1.036 de locuitori.